# Gare de La Foulquetière
La gare de La Foulquetière est une gare ferroviaire française, de la ligne de Salbris au Blanc, située sur le territoire de la commune de Luçay-le-Mâle, au lieu-dit La Foulquetière, dans le département de l'Indre, en région Centre-Val de Loire.
C'est une halte de la Société pour l’Animation du Blanc Argent (SABA) desservie par la ligne touristique  Train du Bas-Berry.

## Situation ferroviaire
Établie à 159 m d'altitude, la gare de La Foulquetière est située au point kilométrique (PK) 248,000 de la ligne de Salbris au Blanc, entre les gares de Luçay-le-Mâle et d'Écueillé. Autrefois[Quand ?], avant Écueillé, se trouvait la halte de Terre-Neuve.

## Histoire
La gare de La Foulquetière est construite dans le style « Blanc-Argent », avec un bâtiment voyageur et une halle accolée. Sa mise en service intervient probablement vers 1902, peu après la livraison de l'infrastructure de la ligne, entre la gare de Romorantin-Lanthenay et la gare d'Écueillé, le 6 octobre 1902.
Elle est fermée au service voyageurs avec le passage du dernier autorail, le 26 septembre 1980, sur la section Luçay-le-Mâle à Buzançais. Cette même section étant fermée au service marchandises, le 31 décembre 1988.
En 1995, les emprises sont achetées par un syndicat intercommunal, et l'exploitation ferroviaire reprend dix années plus tard, en 2005.
Depuis 2005, la gare est de nouveau intégrée dans une ligne de chemin de fer en activité, elle devient une des gares de la ligne du Train du Bas-Berry.

## Service des voyageurs

### Accueil
Elle est équipée d'un quai latéral encadrant une voie.

### Desserte
La Foulquetière est uniquement desservie en saison estivale, par la ligne touristique du Train du Bas-Berry.